# Дорошкевич, Юрий Сергеевич
Юрий Сергеевич Дорошкевич (бел. Юрый Сяргеевіч Дарашкевіч; род. 30 июня 1978, Минск) — белорусский футболист и тренер. С 2012 года тренер юношеского состава футбольного клуба БАТЭ.

## Клубная карьера
Профессиональную карьеру начал в 1993 году, в возрасте 17 лет в минском клубе «Атака». Своей успешной игрой за клуб привлёк внимание борисовского БАТЭ, к которому присоединился в 1998 году. Но из-за частых травм в 2000 году перешёл в «Лунинец», которым руководил Яков Шапиро, первый тренер Дорошкевича. С 2001 по 2005 выступал за жодинское «Торпедо». Следующие два сезона провёл в футбольном клубе «Сморгонь». В 2006 году выступаю за бобруйскую «Белшину», из-за частых травм завершил профессиональную карьеру футболиста.

## Карьера в сборной
Единственный матч за национальную сборную Беларуси для Дорошкевича состоялся 20 августа 1996 года в товарищеском матче против сборной ОАЭ (0:1).